# イワン・コズロフスキー
イワン・コズロフスキー（イワン・セミョーノヴィチ・コズロフスキー、ロシア語: Иван Семёнович Козловский, ウクライナ語: Іван Семенович Козловський, ラテン文字化転写例: Ivan Kozlovsky、1900年3月24日 - 1993年12月21日）は、ロシア帝国・キエフ県（現在のウクライナ・キーウ州）生まれで、ソビエト連邦で活躍した声楽家（テノール）。

## 経歴
1900年、ロシア帝国・キエフ県ヴァシリキフ地区近郊のマリャニフカ生まれ。7歳からキーウの聖ミハイール黄金ドーム修道院で歌う。そこには宗教音楽作曲家として有名なアレクサンドル・コシツ (Alexander Koshetz) が所属していた。間もなくしてキーウのトロイツキー人民会堂（後のニコライ・サドフ劇場）で歌い始める。
1917年から1920年、高等音楽-演劇大学（キエフ国立演劇・映画・テレビ大学, Kyiv National I. K. Karpenko-Kary Theatre, Cinema and Television University）の声楽クラスでエレーナ・ムラヴィヨヴァの下で学ぶ。
1920～1923年、赤軍軍務でポルタヴァに行き、1922年からポルタヴァ音楽-演劇移動劇場に参加する。この劇場で初めて主要な役がつき、グノーの『ファウスト』を歌う。1924年には、ハリコフのロシア国立オペラ(現ハリコフオペラ・バレエ劇場)に所属。1925年から1926年、スヴェルドロフスク国立オペラ劇場(現エカテリンブルクオペラ・バレエ劇場)のソリスト。
1926年にボリショイ劇場に呼ばれ、ジュゼッペ・ヴェルディ『椿姫』のアルフレード役でデビュー。その後も様々な役を歌い、1930年代末にはヨシフ・スターリンが好んだ歌手の一人となった。同じくテノール歌手のセルゲイ・レメシェフと共に、2人は1930年代から1950年代のボリショイ劇場の人気歌手であった。1954年、人気絶頂期にボリショイ劇場を永久に去る。この理由は現在まで不明である。
1993年、モスクワで死去。墓はモスクワのノヴォデヴィチ墓地にある。

## ウクライナ音楽
コズロフスキーは早くからウクライナ音楽の支持者で、ミコラ・アルカス（Аркас Микола Миколайович）、ミコラ・リセンコなどの音楽を歌っている。彼は1940年にはタラス・シェフチェンコの作品に基づいたアルカスのオペラ『カテリーナ』（1980年）の初演、1954年にはイヴァン・コトリャレーウシキーの戯曲に基づいたリセンコのオペラ『ポルターヴァのナタールカ』（Наталка Полтавка）の初演を指揮している。また、ウクライナの民謡、ロマンス、アリアも録音して、20のレコードにしている。

## 音楽
録音だけでなく映画の中でも歌っている(モスフィルムのボリス・ゴドゥノフなど)。

## 受賞
- 1940年：ソ連人民芸術家
- 1980年：社会主義労働英雄
- 1941年、1949年：スターリン賞(第1段階領域)